# Hynobius amakusaensis
Hynobius amakusaensis — вид хвостатих земноводних родини кутозубих тритонів.

## Назва
Назва виду вказує на типове місцезнаходження — острови Амакуса.

## Поширення
Ендемік Японії. Відомий лише у двох струмках на невеликому острові Камішіма з групи островів Амакуса біля західного узбережжя Кюсю.

## Опис
Саламандра завдовжки до 15,5 см. Тіло темно-коричневого забарвлення з білими цяточками.

## Оригінальна публікація
- Nishikawa & Matsui, 2014 : Three new species of the salamander genus Hynobius (Amphibia, Urodela, Hynobiidae) from Kyushu, Japan. Zootaxa, No. 3852, P..